# Laurence Gandar
Laurence Owen Vine Gandar (* 28. Januar 1915 in Durban; † 15. November 1998 in Pietermaritzburg), unter Pseudonym Owen Vine, auch Laurie genannt, war ein südafrikanischer Journalist und Chefredakteur der Tageszeitung Rand Daily Mail. Er galt als einer der einflussreichsten Kritiker der Apartheidspolitik innerhalb des Landes.

## Leben

### Jugend, Ausbildung, Kriegseinsatz und berufliche Anfänge
Gandar verbrachte seine Jugend in Durban, einer südafrikanischen Großstadt mit einem hohen Anteil indischstämmiger Bevölkerung und konservativen Briten. Er studierte an der Natal University und schloss dort mit einem Bachelor of Arts ab.
Seine ersten Schritte auf dem Weg zur späteren Journalistenlaufbahn unternahm er als Reporter für mehrere kleine Zeitungen in der Region Durban. Während dieser Zeit lernte Gandar seine spätere Frau Isobel Ballance kennen, die damals als Lehrerin arbeitete. Beide heirateten im Jahr 1944. Aus der Ehe ging ein Sohn hervor.
Im Zweiten Weltkrieg war Gandar in Nordafrika und in Italien als Offizier einer Aufklärungseinheit in der 6th South African Armored Division, einem Teil der Freiwilligenarmee der Südafrikanischen Union, eingesetzt. Dort trat er als Corporal in deren Dienst und schied als Captain wieder aus.
Nach dem Kriegseinsatz kehrte Gandar in seine Heimat zurück und war als Redaktionsassistent bei der Argus Company, damals das führende Zeitungsunternehmen des Landes, tätig. Mit Förderung der Kemsley Empire Journalist Scholarship (Stipendiat) konnte er ein Jahr in England weilen. Danach verließ Gandar den Zeitungssektor und schrieb für die Redaktion der Optima, eine Zeitschrift der Unternehmensgruppe Anglo American Corporation von Ernest Oppenheimer.

### Tätigkeit bei der Rand Daily Mail
Bereits mit beachtlicher journalistischer Berufserfahrung trat Gandar 1957 eine Stelle als Redakteur bei der Rand Daily Mail an, wo er später zum Chefredakteur aufstieg. Diese Zeitung stand ursprünglich der United Party nahe, entwickelte sich aber schrittweise zu einem Sprachrohr der „weißen“ Apartheidsopposition in Südafrika, die ihre politische Heimat später in der Progressive Federal Party fand. Unter dem Pseudonym Owen Vine verfasste er Leitkommentare, die die zunächst indifferente Haltung der „weißen“ Parlamentsopposition zur Apartheid aufgriffen. Ernest Oppenheimer erfuhr durch Gandars Redaktionskollegen Benjamin Pogrund von den Absichten des jungen Redakteurs, eine Antiapartheidskampagne zu starten und reagierte darauf positiv erstaunt. Gandar war zu dieser Zeit als zurückhaltender und sich nachgiebig ausdrückender Mitarbeiter bekannt.
Wegen seiner zunehmend unbeugsam-kritischen Haltung gegenüber der Apartheidspolitik nannten ihn ausländische Medien den „Kreuzzugs-Redakteur“, wobei er die Rand Daily Mail zu einem mahnenden Medium zu Gunsten der Einhaltung von Menschenrechten in Südafrika formte. Diese Bestrebungen brachten ihm die Einladung einer britischen Zeitungsgruppe nach London ein. Seine Reise wurde jedoch 1965 von der Regierung unter Premierminister Hendrik Verwoerd verhindert. Am 21. August zog das Innenministerium die Pässe von Gandar und dem Journalisten Benjamin Pogrund aus derselben Zeitungsredaktion ein. Gandar kommentierte den ihm telefonisch mitgeteilten Passentzug auf unbestimmte Zeit mit den ironischen Worten: „For a moment, it struck me that somebody here might have been reading my mail. But I dismissed so unworthy a thought.“ (deutsch etwa: Für einen Moment schien es mir, dass vielleicht jemand meine Post gelesen haben könnte. Aber ich verwerfe einen derart unwürdigen Gedanken.) Zu dieser Zeit häuften sich in Südafrika Fälle des Abhörens von Telefonen, der Infiltration von Polizeispitzeln in Redaktionen sowie von Festnahmen und Inhaftierungen unbequemer Journalisten.
Dem Reiseverbot durch die Behörden ging ein dreiteiliger Artikel in der Rand Daily Mail voraus, worin die Zeitung am 30. Juni, 1. und 2. Juli 1965 über die Lebensumstände in den damaligen südafrikanischen Gefängnisanstalten anhand der Schilderungen des ehemaligen Gefängnisinsassen und Kunstmalers Harold Strachan berichtete. Ferner hatte die Sunday Times am 25. Juli Informationen des Whistleblowers und Hauptgefängniswärters Johannes Andries Theron aus dem Cinderella-Gefängnis von Boksburg abgedruckt, nach denen Folterungen bei Verhören üblich gewesen seien. Diese Presseberichte fanden national sowie international große Beachtung und lösten am 2. Juli 1965 eine Sturmaktion der Polizei auf die Büros von Rand Daily Mail aus. Die veröffentlichten Informationen zwangen den damaligen Justizminister Balthazar Johannes Vorster zu Untersuchungen über die Verhältnisse in den Strafanstalten.
Die Justiz nahm die Presseberichte über die Gefängnisverhältnisse zum Anlass, ihrerseits gegen die Berichterstattung mit Mitteln der Strafverfolgung vorzugehen. 1967 erhielten er, der Redakteur Pogrund sowie der Eigentümer von Rand Daily Mail, die S.A. Associated Newspapers Ltd., gerichtliche Vorladungen und wurden nach Section 44(f) des Prisons Act (deutsch: Gefängnisgesetz) angeklagt. Das Urteil sprach der Gerichtspräsident von Transvaal. Laurence Gandar wurde zusammen mit Benjamin Pogrund 1969 nach einem langen Verfahren als schuldig im Sinne der Verbreitung unrichtiger Informationen verurteilt. Gandar und das Eigentümerunternehmen erhielten eine Geldstrafe, Pogrund eine dreimonatige Freiheitsstrafe. Alle Urteile waren zusätzlich mit einer dreijährigen Bewährungsauflage versehen.
Trotzdem sah die Presse darin einen moralischen Sieg ihrerseits, obwohl unter den Journalisten fortan Hemmungen bestanden, diese Thematik weiterhin aufzugreifen. Nach diesem Prison Trial übte die Regierung weiteren Druck auf Gandar aus, so dass er 1969 von seinem Arbeitgeber entlassen wurde. Dieser begründete seinen Schritt damit, dass „einige seiner Texte nicht im nationalen Interesse gewesen seien“. Die Nachfolge im Amt des Chefredakteurs trat Raymond Louw an.

### Wirken in London und Südafrika
In Folge seiner Entlassung wechselte Gandar nach London und wurde dort erster Direktor der Minority Rights Group. Diese Aufgabe umfasste die Dokumentation von weltweit auftretenden Menschenrechtsverletzungen gegen Minderheiten. Nach drei Jahren entschied sich Gandar desillusioniert für eine Rückkehr nach Südafrika und lebte an der Südküste von Natal. Während dieser Zeit verdiente er seinen Lebensunterhalt mit Börsengeschäften und spielte Golf.

### Altersjahre
Der Tod seiner Frau im Jahre 1989 nach 45 Ehejahren verursachte bei ihm eine schwere seelische Krise, von der er sich durch die Geburt eines Enkelkindes und die damalige weltpolitische Entwicklung ablenken konnte.
Laurence Gandar starb 1998 im Alter von 82 Jahren an den Folgen der Parkinson-Krankheit.

## Ehrungen
- 1964 durch Harold Wilson mit der Goldenen Medaille des Institute of Journalists[8] in Anerkennung seines ungewöhnlichen Journalismus und der Verteidigung der Pressefreiheit.[15]
- Freedom Award for the Mail von der American Newspaper Publishers Association
- Mitte der 1960er Jahre wurde er, ohne davon zeitnah Kenntnis zu erlangen, als Redaktionschef nach einem möglichen Zusammenschluss der britischen Zeitungen Times und des Guardian diskutiert[1]
- 2010 durch das International Press Institute mit dem World Press Freedom Hero[2]